# Henning Podebusk
Henning Podebusk (-c.1388), född på Rügen, tillhörde han den gamla rügiska släkten Putbus och blev en dansk storman, drots av Danmark och gälkare i Skåne. Han var son till Borante van Putbusse (-senast 1370) och Catharina Starkow. Han var gift med Gisela von dem Sunde (-efter 1388), dotter till Henning Podebusk (-ca.1350), som var kusin till sin far, och Eufemia Jakobsdotter af Halland, ett barnbarn till Niels Valdemarsen, greve af Norra Halland, själv en illegitim son til den danske kungen Valdemar Sejr.  
Henning Podebusk kom på 1350-talet i Valdemar Atterdags tjänst, medan denne 1349-1354 var engagerad i flera kampanjer i Tyskland, och blev snart en av hans mest betrodda män. Redan 1353 spelade han en viktig roll i förhandlingarna som ledde till att Johan III "den Milde" av Holstein övergav Falster och vid pingsten 1360 deltog han i riksrådsmötet i Kalundborg där kung Valdemar utfärdade Landefreden. 1361 nämns han med kungen under erövringen av Gotland.
1365 blev han gälkare i Skåne och därefter Danmarks drots, och då Valdemar var 1368 tvungen lämna landet, tog Henning Podebusk över i riksrådet och landets styrelse med titeln "hövitsman i Danmark". 
Den militära situationen var hopplös, men med skicklig och diplomatisk utnyttjande av skillnaderna mellan de tyska furstarna och hansestäderna, lyckades han 1370 sluta särskild fred i Stralsund med de sistnämnda. Vid freden i Stralsund fick hansestäderna pant på de skånska slotten Helsingborg, Skanör och Falsterbo och Malmö i femton år med två tredjedelar av inkomsten. Det var Podebusk som, som kung Valdemars drost, hanterade den danska tredjedelen, och hälften av denna del utgörde egentligen hans lön. Som fogde för dem, under åren 1371-1378, skötte Podebusk också hansestädernas två tredjedelar. 
Efter kung Valdemars död 1375 behöll Podebusk ett betydande inflytande i regeringen, inte minst när det gällde de ständiga ekonomiska och handelsförbindelserna med hansestäderna, också när de skånska slottens återlämnades 1385. När Valdemar dog utan manliga arvingar var det Podebusk som styrde de känsliga förhandlingarna, med hansestäderna, som i Stralsund hade fått rätten till godkännande av arvtagaren, men också för avvisandet av Albrekt II av Mecklenburg, som ville ha sonsonen Albrekt IV av Mecklenburg på tronen. Resultatet ledde till Olav Håkonssons hyllning till dansk kung 1376 med fullt stöd från drottning Margareta I. När den unge Olufs dog 1387, var det återigen han som säkrade Margareta makten, som väl kan beskrivas som ett politiskt mästerverk. 
Historiker är i allmänhet överens om att få utlänningar har tjänat Danmark med större plikttrogenhet än han, och han blev en lysande förebild för många av sina samtida oregerliga adelsmän.